# كأس العالم لكرة الطائرة للرجال 1965
أقيمت كأس العالم لكرة الطائرة للرجال 1965 في نسختها الأولى في بولندا.

## الترتيب النهائي
- 1.  الاتحاد السوفيتي
- 2.  بولندا
- 3.  تشيكوسلوفاكيا
- 4.  اليابان
- 5.  ألمانيا الشرقية
- 6.  رومانيا
- 7.  المجر
- 8.  يوغوسلافيا
- 9.  بلغاريا
- 10.  هولندا
- 11.  فرنسا

## روابط إضافية
- النتائج( نسخة محفوظة 2 أغسطس 2009 على موقع واي باك مشين. 2009-07-21)